# Birthright
 (mai 2022).
Si vous disposez d'ouvrages ou d'articles de référence ou si vous connaissez des sites web de qualité traitant du thème abordé ici, merci de compléter l'article en donnant les références utiles à sa vérifiabilité et en les liant à la section « Notes et références ».
Birthright est un décor de campagne pour le jeu de rôle médiéval-fantastique Donjons et Dragons. La boîte de base a été publiée en anglais en 1995 et jamais traduite en français. L'originalité de ce décor de campagne est qu'il propose aux personnages-joueurs d'incarner des dirigeants et des rois dès le début de leur carrière. Pour ce faire, il propose des règles de gestion d'un domaine.

## Historique de la gamme
Dans les années 1990, la stratégie de TSR était de multiplier les décors de campagne variés afin d'attirer vers les Règles avancées de Donjons & Dragons de nouveaux joueurs aux gouts différents. Birthright a été le dernier décor conçu dans ce cadre, mélangeant jeu de rôle et jeu de stratégie.
Birthright a été écrit par Richard Baker et Colin McComb ; une partie du background, en particulier la langue d'Anuire, vient de notes que Baker avait prises pour un projet jamais publié. Pour étoffer les différents domaines disponibles, chacun a été confié à un employé de TSR. La boite de base est publiée en anglais en 1995 et contient trois livrets et de nombreuses aides de jeu. 25 suppléments et 5 romans ont été publiés avant que les problèmes financiers de TSR puis son rachat par Wizards of the Coast ne mettent fin à la gamme en 1997. Malgré des rumeurs courant à l'époque, aucune traduction française officielle du décor de campagne existe ; seuls les romans ont été traduits.
Depuis l'abandon de la gamme en 1997, plusieurs suppléments alors en préparation ont été diffusés sous forme de fichiers pdf. Les fans du site Birthright.net ont depuis créé une adaptation de Birthright aux règles de l'édition 3.5 de Dungeons & Dragons, avec l'accord de l'éditeur Wizards of the Coast.

## Univers
Birthright prend place sur la planète d'Aebrynis, et plus particulièrement sur le continent de Cerilia. Seuls Cerilia et les côtes les plus proches de deux continents avoisinants sont décrits.

### Histoire
Le continent de Cerilia était autrefois peuplé d'elfes, de nains et d'humanoïdes maléfiques tels que les gobelins, les gnolls et les orogs. Mais un jour, six tribus de réfugiés humains fuirent le continent d'Aduria où ils étaient pourchassés par le dieu maléfique Azrai, et s'implantèrent sur Cerilia. Les elfes et les nains commencèrent par leur faire bon accueil car les nouveaux venus s'en prenaient à leurs ennemis les humanoïdes, mais petit à petit les humains commencèrent à convoiter les forêts des elfes, qui répondirent par une sanglante guérilla. Les nains, eux, restaient en paix car les humains les laissaient tranquilles dans leurs montagnes inhospitalières.
Alors que les humains étaient petit à petit en train de battre les elfes, Azrai se lança à la conquête de Cerilia avec ses propres armées. Il fit se joindre à lui les elfes, les humanoïdes, et l'une des six tribus, les Vos, qui avaient été rendus durs et froids par leur exil dans la partie la plus inhospitalière de Cerilia. La bataille entre Azrai et les six tribus prit place au mont Deismaar, sur l'isthme qui liait Cerilia et Aduria. Heureusement pour les humains, les elfes changèrent de camp au milieu de la bataille, ayant découvert la nature maléfique d'Azrai. Puis Azrai et les six dieux des six tribus humaines s'incarnèrent sur le champ de bataille pour mener leurs armées directement, mais la bataille finit par la mort cataclysmique des sept dieux. Leur sang retomba sur les combattants et leur puissance divine fut ainsi retransmise. Les mortels les plus touchés devinrent la nouvelle génération de dieux, et les moins touchés se rendirent compte qu'ils possédaient de nouveaux pouvoirs, en particulier la capacité de se lier magiquement à la terre qu'ils dirigeaient. Ces mortels dotés de sang divin devinrent les nouveaux dirigeants. Cependant, ceux qui avaient reçu le sang du maléfique Azrai devinrent des awnsheghlien, ou « sang noir » : le sang d'Azrai déforme leur corps tout en leur donnant des pouvoirs.
L'une des six tribus, les Anuirean, dirigée par le plus puissant des descendants divins, tenta par la force de fédérer toutes les tribus en un empire. Cependant, l'empereur Roele fut tué dans un duel par l'awnsheghlien Gorgon et l'empire s'effondra. À l'époque actuelle, Cerilia est divisée entre de nombreux petits royaumes indépendants.

### Races
Les races de Birthright sont légèrement différentes des races classiques de Donjons et Dragons.

#### Les humains
Les humains sont désormais bien installés sur Cerilia ; ils forment la race dominante. Ils sont divisés en différents peuples qui ont chacun une langue et une culture différente. Chaque tribu avait une divinité tutélaire différente avant la bataille du Mont Deismaar.
- Les Anuireans vivent dans les terres tempérées du sud-ouest d'Anuire. Leur culture s'inspire de la France médiévale et du Saint-Empire romain germanique[3]. Ils suivaient Anduiras, le dieu de la guerre et de la bravoure. Ils sont ambitieux et ont, à une époque, dominé presque toute Cerilia.
- Les Brechts vivent autour d'une grande baie froide au nord de Cerilia. Ils sont inspirés par la Hanse germanique, les Pays-Bas et les cités italiennes[3] : ils sont dirigés par des princes-marchands. Leur déesse tutélaire était Brenna, la déesse du commerce.
- Les Khinasi sont inspirés par les Maures d'Espagne et par la Turquie ottomane[3]. Ils viennent d'un continent différent des cinq autres tribus, ont toujours vénéré les mêmes dieux. Ils suivaient plus particulièrement Basaia, la déesse de la sagesse. Ils sont clairement inspirés par le moyen-orient médiéval. Ils forment l'une des rares cultures où la magie n'est pas crainte mais respectée et étudiée. Ils habitent les terres chaudes du sud-est de Cerilia.
- Les Masetians sont peu connus et peu décrits, car ils se sont entièrement éteints. C'était un peuple de marins qui suivait Masela, la déesse de la mer.
- Les Rjurik sont un peuple rude et proche de la nature, inspiré par les Vikings, les Écossais et les peuples autochtones d'Amérique[3]. Ils habitent dans les taïgas du nord-ouest de Cerilia. Ils suivaient Reynir, le dieu de la nature.
- Les Vos étaient un peuple de devins et de sages qui suivaient Vorynn, le dieu de la magie. Mais les terres où ils se sont implantées au nord-est de Cerilia sont des désolations glaciales qui les ont rendus amers et barbares, jusqu'à ce qu'ils tombent sous l'influence d'Azrai. Ils sont dominés par des rois-prêtres tyranniques. Leur culture est basée sur celle de la Russie médiévale et des peuples nomades d'Europe de l'Est à l'époque[3].

#### Les demi-humains
- Les elfes, ou sidhelien, sont plus durs et sauvages que les elfes traditionnels de D&D. En particulier, ils sont plus souvent d'alignement chaotique neutre que chaotique bon. Ils sont isolationnistes et mystérieux. De nombreuses forêts elfiques pratiquent la ghaelie sidhe, ou chasse elfique, des expéditions qui tuent les humains à vue.
- Les halfelings sont un peuple discret et mystérieux. Peu de gens savent qu'ils sont en fait originaires du plan des ombres, un monde parallèle à Aebrynis mais fantomatique et sombre. Ceci leur donne plusieurs capacités liées à la manipulation des ombres.
- Les nains sont extrêmement isolationnistes et durs à la tâche. Leur lien avec la pierre rend leurs os plus durs et plus lourds.

## Règles
La version officielle de Birthright est conçue pour la deuxième édition des Règles avancées de Donjons et Dragons. La plupart des règles sont conservées, mais les races sont modifiées (entre autres, les humains ont des modificateurs apportés à leurs caractéristiques selon le peuple auquel ils appartiennent) et chaque personnage régent obtient des suivants ou une garde rapprochée différent selon sa classe de personnage. Une nouvelle classe est rajoutée, le magician, qui est une version limitée du mage. Les vrais mages sont, dans Birthright, réservés aux personnages elfes ou qui possèdent du sang divin.
Birthright propose en effet à certains personnages de démarrer la partie avec du sang divin. Ce sang divin est déterminé par son origine (le sang divin peut venir des six divinités anciennes Anduiras, Brenna, Basaia, Masela, Rjuven, Azrai ou Vorynn), la puissance de la lignée (qui va de l'état de traces, pour un personnage dont le sang divin a été "coupé" avec celui d'ancêtres "normaux", jusqu'à une lignée vraie, qu'on ne trouve que chez les plus puissants régents de nos jours et qui peuvent directement être tracées jusqu'à un héros du Mont Deismaar ; c'est le cas du Gorgon, qui y était en personne.), et enfin un score chiffré. Ces caractéristiques déterminent le nombre et la puissance des pouvoirs que le personnage obtient.
Enfin, un système de gestion de domaine est fourni. Proche d'un jeu de société, ce système se déroule tour par tour, un tour durant trois mois dans le jeu. Chaque régent peut résoudre un nombre limité d'actions chaque tour, et la réussite de ces actions est déterminée par un lancer de dé modifié par les ressources que le régent est prêt à consacrer. Le régent dispose de deux ressources : l'argent, qui se compte en lingots d'or, et les points de régence, qui dépendent de la taille de son domaine et de la puissance de son sang. Le système de gestion de domaine comprend une règle pour simuler les batailles rangées, avec des unités qui comptent environ 200 hommes chacune.

## Réception
La boite de base de Birthright a reçu l'Origins Award du meilleur supplément de jeu de rôle de l'année 1995.

## Produits dérivés

### Romans
Cinq romans ont été tirés de Birthright et traduits en français aux éditions Fleuve noir de 1997 à 1998. Un sixième, The Falcon and the Wolf, n'a jamais eu de version papier ni de traduction française. Il est publié sur le site officiel de Wizards of the Coast.

#### Liste des romans
| No | Auteur                  | Titre                     | Publié en | Titre Original     |
| -- | ----------------------- | ------------------------- | --------- | ------------------ |
| 1  | Simon Hawke             | Le Trône de fer           | 1997      | The Iron Throne    |
| 2  | Dixie Lee McKeone       | Grandcoeur                | 1997      | Greatheart         |
| 3  | Simon Hawke             | La Guerre de fer          | 1997      | War                |
| 4  | John Gregory Betancourt | Le Contrat de la sorcière | 1998      | The Hag's Contract |
| 5  | Dixie Lee McKeone       | L'Épreuve de l'araignée   | 1998      | Spider's Test      |

### Jeu vidéo
Un jeu vidéo, Birthright: The Gorgon's Alliance a été tiré de Birthright. Il combine la gestion d'un pays, avec des mécanismes très proches de ceux du jeu de rôle sur table, et l'exploration de donjons pour y récupérer des objets magiques.